# هنري باكستر
هنري باكستر (بالإنجليزية: Henry Baxter)‏ هو دبلوماسي وضابط أمريكي، ولد في 8 سبتمبر 1821 في قرية سيدني في الولايات المتحدة، وتوفي في 30 ديسمبر 1873 في جونزفيل في الولايات المتحدة بسبب ذات الرئة.